# آنسلمو رامون
آنسلمو رامون (به پرتغالی: Anselmo Ramon Alves Herculano) مهاجم اهل برزیل است که در شهر کاماچاری و در تاریخ ۲۳ ژوئن ۱۹۸۸ به دنیا آمده‌است.
آنسلمو رامون در تیم‌های فوتبال باشگاه ورزشی باهیا سابقهٔ حضور دارد.